# Liste der dänischen Kirchenminister
In der Liste der dänischen Kirchenminister sind die Minister des seit 1916 bestehenden dänischen Kirchenministeriums aufgeführt. Zuvor wurden Kirchenangelegenheiten vom Ministerium für Kirche und Bildungswesen erledigt.
| Antritt            | Abgang             | Kultusminister                                                 | Lebensdaten | Partei                      | Regierung |
| ------------------ | ------------------ | -------------------------------------------------------------- | ----------- | --------------------------- | --- |
| 28. April 1916     | 30. März 1920      | Thorvald Povlsen                                               | 1868–1942   | Det Radikale Venstre        | Regierung Zahle II |
| 30. März 1920      | 5. April 1920      | Heinrich Edvard Hass                                           | 1866–1946   | parteilos                   | Regierung Liebe |
| 5. April 1920      | 5. Mai 1920        | Emil Ammentorp                                                 | 1862–1947   | parteilos                   | Regierung Friis |
| 5. Mai 1920        | 9. Oktober 1922    | Jens Christian Christensen                                     | 1856–1930   | Venstre                     | Regierung Neergaard II |
| 9. Oktober 1922    | 23. April 1924     | Jacob Appel                                                    | 1866–1931   | Venstre                     | Regierung Neergaard III                                                                                                   |
| 23. April 1924     | 14. Dezember 1926  | Niels Peter Lorentsen Dahl                                     | 1870–1936   | Socialdemokraterne          | Regierung Stauning I |
| 14. Dezember 1926  | 30. April 1929     | Fritz Bruun-Rasmussen                                          | 1870–1964   | Venstre                     | Regierung Madsen-Mygdal                                                                                                   |
| 30. April 1929     | 4. November 1935   | Niels Peter Lorentsen Dahl                                     | 1870–1936   | Socialdemokraterne          | Regierung Stauning II |
| 4. November 1935   | 8. Juli 1940       | Johannes Theodor Christoffer Hansen                            | 1881–1953   | Socialdemokraterne          | Regierung Stauning III, Regierung Stauning IV, Regierung Stauning V                                                       |
| 8. Juli 1940       | 9. November 1942   | Vilhelm Fibiger                                                | 1886–1978   | Det Konservative Folkeparti | Regierung Stauning VI, Regierung Buhl I                                                                                   |
| 9. November 1942   | 5. Mai 1945        | Valdemar Holbøll                                               | 1871–1954   | parteilos                   | Regierung Scavenius |
| 5. Mai 1945        | 7. November 1945   | Arne Sørensen                                                  | 1906–1978   | Dansk Samling               | Regierung Buhl II |
| 7. November 1945   | 13. November 1947  | Carl Martin Hermansen (Mads Rasmussen Hartling diente interim) | 1897–1976   | Venstre                     | Regierung Kristensen |
| 13. November 1947  | 30. Oktober 1950   | Frede Nielsen                                                  | 1891–1954   | Socialdemokraterne          | Regierung Hedtoft I |
| 30. Oktober 1950   | 30. September 1953 | Jens Sønderup                                                  | 1894–1978   | Venstre                     | Regierung Eriksen |
| 30. September 1953 | 1. Februar 1955    | Carl Martin Hermansen                                          | 1897–1976   | Venstre                     | Regierung Hedtoft II |
| 1. Februar 1955    | 28. November 1966  | Bodil Koch                                                     | 1903–1972   | Socialdemokraterne          | Regierung Hansen I, Regierung Hansen II, Regierung Kampmann I, Regierung Kampmann II, Regierung Krag I, Regierung Krag II |
| 28. November 1966  | 2. Februar 1968    | Orla Møller                                                    | 1916–1979   | Socialdemokraterne          | Regierung Krag II |
| 2. Februar 1968    | 11. Oktober 1971   | Arne Fog Pedersen                                              | 1911–1984   | Venstre                     | Regierung Baunsgaard |
| 11. Oktober 1971   | 6. Dezember 1973   | Dorte Bennedsen                                                | 1938–2016   | Socialdemokraterne          | Regierung Krag III, Regierung Jørgensen I                                                                                 |
| 19. Dezember 1973  | 13. Februar 1975   | Kresten Damsgaard                                              | 1903–1992   | Venstre                     | Regierung Hartling |
| 13. Februar 1975   | 30. August 1978    | Jørgen Peder Hansen                                            | 1923–1994   | Socialdemokraterne          | Regierung Jørgensen II |
| 30. August 1978    | 26. Oktober 1979   | Egon Jensen                                                    | 1922–1985   | Socialdemokraterne          | Regierung Jørgensen III                                                                                                   |
| 26. Oktober 1979   | 10. Januar 1981    | Jørgen Peder Hansen                                            | 1923–1994   | Socialdemokraterne          | Regierung Jørgensen IV |
| 10. Januar 1981    | 10. September 1982 | Tove Lindbo Larsen                                             | 1928–2018   | Socialdemokraterne          | Regierung Jørgensen V |
| 10. September 1982 | 23. Juli 1984      | Elsebeth Kock-Petersen                                         | * 1949      | Venstre                     | Regierung Schlüter I |
| 23. Juli 1984      | 3. Juni 1988       | Mette Madsen                                                   | 1924–2015   | Venstre                     | Regierung Schlüter I, Regierung Schlüter II                                                                               |
| 3. Juni 1988       | 25. Januar 1993    | Torben Rechendorff                                             | * 1937      | Konservative Folkeparti     | Regierung Schlüter III |
| 25. Januar 1993    | 27. September 1994 | Arne Oluf Andersen                                             | * 1939      | Centrum-Demokraterne        | Regierung Poul Nyrup Rasmussen I                                                                                          |
| 27. September 1994 | 30. Dezember 1996  | Birte Weiss                                                    | * 1941      | Socialdemokraterne          | Regierung Poul Nyrup Rasmussen II                                                                                         |
| 30. Dezember 1996  | 23. März 1998      | Ole Vig Jensen                                                 | 1936–2016   | Det Radikale Venstre        | Regierung Poul Nyrup Rasmussen III                                                                                        |
| 23. März 1998      | 21. Dezember 2000  | Margrethe Vestager                                             | * 1968      | Det Radikale Venstre        | Regierung Poul Nyrup Rasmussen IV                                                                                         |
| 21. Dezember 2000  | 27. November 2001  | Johannes Lebech                                                | * 1948      | Det Radikale Venstre        | Regierung Poul Nyrup Rasmussen IV                                                                                         |
| 27. November 2001  | 18. Februar 2005   | Tove Fergo                                                     | 1946–2015   | Venstre                     | Regierung Anders Fogh Rasmussen I                                                                                         |
| 18. Februar 2005   | 23. November 2007  | Bertel Haarder                                                 | * 1944      | Venstre                     | Regierung Anders Fogh Rasmussen II                                                                                        |
| 23. November 2007  | 3. Oktober 2011    | Birthe Rønn Hornbech                                           | * 1943      | Venstre                     | Regierung Anders Fogh Rasmussen III, Regierung Lars Løkke Rasmussen I                                                     |
| 3. Oktober 2011    | 3. Februar 2014    | Manu Sareen                                                    | * 1967      | Det Radikale Venstre        | Regierung Thorning-Schmidt I                                                                                              |
| 3. Februar 2014    | 28. Juni 2015      | Marianne Jelved                                                | * 1943      | Det Radikale Venstre        | Regierung Thorning-Schmidt II                                                                                             |
| 28. Juni 2015      | 28. November 2016  | Bertel Haarder                                                 | * 1943      | Venstre                     | Regierung Lars Løkke Rasmussen II                                                                                         |
| 28. November 2016  | 27. Juni 2019      | Mette Bock                                                     | * 1957      | Liberal Alliance            | Regierung Lars Løkke Rasmussen III                                                                                        |
| 27. Juni 2019      | 16. August 2021    | Joy Mogensen                                                   | * 1980      | Socialdemokraterne          | Regierung Frederiksen I                                                                                                   |
| 16. August 2021    | 15. Dezember 2022  | Ane Halsboe-Jørgensen                                          | * 1983      | Socialdemokraterne          | Regierung Frederiksen I                                                                                                   |
| 15. Dezember 2022  | 23. November 2023  | Louise Schack Elholm                                           | * 1977      | Venstre                     | Regierung Frederiksen II                                                                                                  |
| 23. November 2023  | amtierend          | Morten Dahlin                                                  | * 1989      | Venstre                     | Regierung Frederiksen II                                                                                                  |

## Quelle
- Liste der Kirchenminister vom dänischen Kirchenministerium